# Bambino sulle rocce
Bambino sulle rocce è un dipinto di Henri Rousseau.
Eseguito tra il 1895 e il 1897, fu acquistato dal collezionista statunitense Chester Dale nel 1927. Dal 1963 è esposto alla National Gallery of Art di Washington.